# 库皮克·克莱斯特

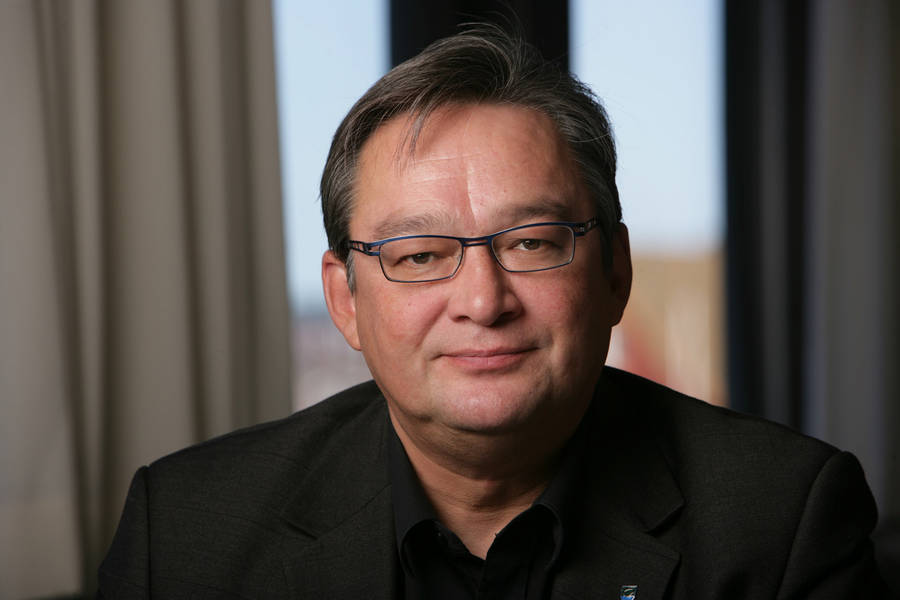
库皮克·克莱斯特

雅各布·爱德华·库皮克·万诺塞·克莱斯特（1958年3月31日—），格陵兰左翼政治家，工人党党首，2009年至2013年担任格陵兰总理。
克莱斯特1983年毕业于罗斯基勒大学，其后曾在努克教授新闻学。1996年，克莱斯特被任命为格陵兰自治政府外交事务司长，2001年起作为工人党代表参加丹麦议会。2007年，克莱斯特当选为工人党党首，并带领工人党在2009年的大选中获胜，成为格陵兰总理。

## 荣誉

### 丹麦勋章奖章
- 丹麦国旗骑士勋章（2009年7月3日[1]）